# Silverakacia
Silverakacia (Acacia dealbata) är en art inom akaciasläktet, familjen ärtväxter, från Australien. Den odlas ofta i södra Europa, där den kallas mimosa (exempelvis franska mimosa d'hiver, "vintermimosa" – blomningen sker i februari längs Medelhavet, spanska mimosa (común), "(vanlig) mimosa", italienska mimosa), och är kanske den mest tåliga arten. Arten kallas även mimosa av florister.
Silverakacian blir ett träd på upp till 30 meter. Bladen är upprepat parbladiga och vanligen gröna. Blomman är blekt gul. Blomställningen är klotformig i ett sammansatt ax.